# Carl-Johan Hellberg
Carl-Johan Hellberg, född 18 september 1926, Långaryds församling, Jönköpings län, död 3 september 1997 i Viksängs församling, Västmanlands län
, var en svensk präst.
Carl-Johan Hellberg var son till prosten Nils Hellberg och Annie Hellberg, född Carlson. Han var kusin med skådespelerskan Sigbrit Molin. Han avlade teologie kandidatexamen 1953 vid Lunds universitet och teologie licentiatexamen vid Uppsala universitet 1959. Hellberg promoverades till teologie doktor 1965 i Lund. År 1976 blev han docent i missionsvetenskap och ekumenik i Lund. Han började som pastorsadjunkt 1953–1954, arbetade som missionär i Tanzania 1954–1964 och var verkställande sekreterare i Tanzaniamissionen 1963–1964. År 1965-1969 var han sekreterare vid Afrikasektionen av Lutherska Världsförbundet och blev sedan dess ordförande där 1969–1979. År 1979-1983 verkade han som kyrkoherde i Göteborg och utnämndes 1983 till domprost i Västerås.